# Перес, Себастьян
Себастьян Перес Кардона (исп. Sebastián Pérez Cardona; род. 29 марта 1993, Энвигадо, Антьокия) — колумбийский футболист, полузащитник клуба «Боавишта» и сборной Колумбии.

## Клубная карьера
Себастьян — воспитанник футбольной академии клуба «Атлетико Насьональ», за основной состав дебютировал в 2011 году и выиграл с «Атлетико» чемпионат Колумбии. Перес стал самым молодым игроком выигрывавшим этот трофей. На следующий сезон Перес стал обладателем Кубка Колумбии и Суперкубка.
Летом 2013 года, после молодёжного чемпионата мира, Перес был приглашён на просмотр в лондонский «Арсенал». Он произвёл неплохое впечатление своей игрой в товарищеском матче с «Манчестер Сити», однако не смог получить разрешение на работу в Великобритании, и вернулся в «Атлетико Насьональ».

## Международная карьера
В 2011 году Перес был включён в состав сборной Колумбии до 20 лет на домашний чемпионат мира, где сыграл около 30 минут, выйдя на замену во втором тайме матча 1/16 финала со сборной Коста-Рики. В январе 2013 тренер молодёжной сборной Колумбии Карлос Растрепо включил Переса в заявку команды для участия в молодёжном чемпионате Южной Америки в Аргентине. По итогам турнира колумбийцы заняли первое место и получили возможность принять участие в молодёжном чемпионате мира 2013, где Перес вышел с первых минут во всех четырёх матчах сборной.
В 2016 году главный тренер сборной Колумбии Хосе Пекерман вызвал Переса на отборочные матчи к чемпионату мира по футболу 2018 против сборных Боливии и Эквадора. Он дебютировал за сборную 24 марта, выйдя в стартовом составе и сыграв 62 минуты в встрече против Боливии, прежде чем был заменён на Эдвина Кардону. 29 марта Перес открыл свой счёт голам за сборную, забив победный мяч в ворота сборной Эквадора.

## Статистика

### Клубная
| Клуб               | Сезон            | Лига | Лига | Кубок | Кубок | Континентальные | Континентальные | Итого | Итого |
| Клуб               | Сезон            | Игры | Голы | Игры  | Голы  | Игры            | Голы            | Игры  | Голы  |
| ------------------ | ---------------- | ---- | ---- | ----- | ----- | --------------- | --------------- | ----- | ----- |
| Атлетико Насьональ | 2011             | 33   | 0    | 6     | 0     | 7               | 0               | 46    | 0     |
| Атлетико Насьональ | 2012             | 17   | 0    | 12    | 0     | 4               | 0               | 33    | 0     |
| Атлетико Насьональ | 2013             | 11   | 0    | 6     | 2     | 0               | 0               | 17    | 2     |
| Атлетико Насьональ | 2014             | 29   | 1    | 12    | 0     | 3               | 0               | 44    | 1     |
| Атлетико Насьональ | 2015             | 25   | 1    | 2     | 0     | 1               | 0               | 28    | 1     |
| Атлетико Насьональ | 2016             | 6    | 0    | 2     | 1     | 12              | 0               | 20    | 1     |
| Атлетико Насьональ | Итого            | 121  | 2    | 40    | 3     | 27              | 0               | 188   | 5     |
| Бока Хуниорс       | 2016/17          | 5    | 0    | 0     | 0     | 0               | 0               | 5     | 0     |
| Бока Хуниорс       | Итого            | 5    | 0    | 0     | 0     | 0               | 0               | 5     | 0     |
| Всего за карьеру   | Всего за карьеру | 126  | 2    | 40    | 3     | 27              | 0               | 193   | 5     |

### Сборная
| Команда  | Год   | Игр | Голы |
| -------- | ----- | --- | ---- |
| Колумбия |       |     |      |
| 2016     | 8     | 1   |      |
| Всего    | Всего | 8   | 1    |

#### Голы за сборную
| №  | Дата          | Место                                                   | Соперник | Голы | Результат | Турнир          |
| -- | ------------- | ------------------------------------------------------- | -------- | ---- | --------- | --------------- |
| 1. | 29 марта 2016 | «Метрополитано Роберто Мелендес», Барранкилья, Колумбия | Эквадор  | 2-0  | 3-1       | ЧМ-2018 (отбор) |

## Достижение
«Атлетико Насьональ»
- Чемпион Колумбии (5): 2011 (А), 2013 (А), 2013 (Ф), 2014 (А), 2015 (Ф)
- Обладатель кубка Колумбии (2): 2012, 2013
- Победитель суперлиги Колумбии (2): 2012, 2016
- Обладатель Кубка Либертадорес (1): 2016

 «Бока Хуниорс»
- Чемпион Аргентины (2): 2016/17, 2017/18

 Колумбия
- Победитель чемпионата Южной Америки среди молодёжных команд (1): 2013
- Бронзовый призёр Кубка Америки (2) :2016, 2021